# 非洲联盟委员会
非洲联盟委员会是非洲联盟的权力执行机构。该组织由许多处理不同事务的委员组成。总部设于埃塞俄比亚首都亚的斯亚贝巴。

## 主要成员
- 马哈茂德·阿里·优素福（英语：Mahamoud Ali Youssouf），委员会主席，2025年3月上任
- 塞尔玛·哈达迪（英语：Selma Haddadi），副主席，2025年2月上任
- Nedjat Khellaf，会议与出版事务
- Ramtan Lamamra，和平与安全事务
- Julia Dolly Joiner，政治事务
- Elham Mahmood Ibrahim，基础设施与能源事务
- Bience P. Gawanas，社会事务
- Nagia Essayed，人类资源、科学与技术
- Elisabeth Tankeu，贸易与工业事务
- Rosebud Kurwijila，农村经济与农业事务
- Maxwell Mkwezalamba，经济事务
- Ben Kioko，司法办公室